# Århus Akademi
Århus Akademi er en dansk uddannelsesinstitution beliggende i det nordlige Aarhus, der tilbyder studenterkursus og højere forberedelseseksamen.
Akademiet blev grundlagt i 1933 og flyttede i 1970 ind i sine nuværende lokaler beliggende ved krydset af Hasle Ringvej og Randersvej i Aarhus efter at have været beliggende flere andre steder i byen. HF-kurset havde stor vækst fra begyndelsen af 1970'erne og fik blandt andet overdraget Risskov Gymnasiums HF-afdeling. Århus Akademi tilbyder også GSK undervisning (gymnasiale suppleringskurser). Dette tilbud er rette imod de elever, som allerede har færdiggjort en ungdomsuddannelser (f.eks STX, HF, HTX og HHX) og ønsker at supplere et eller flere fag for, at komme ind på en bestemt videregående uddannelse.

## Vejrstation
Århus Akademi har sin egen automatiske vejrstation, der er placeret 88 meter over havets overflade. Fra vejrstationen opdateres data til en særskilt hjemmeside hvert andet minut.